# Wapen van Megen, Haren en Macharen

Wapen van Megen, Haren en Macharen

Het wapen van Megen, Haren en Macharen werd op 16 juli 1817 bij besluit van de Hoge Raad van Adel aan de toenmalige Noord-Brabantse gemeente Megen bevestigd. Deze gemeente werd op 2 februari 1821 samengevoegd met Haren en Macharen tot Megen, Haren en Macharen. Deze gemeente voerde het wapen van Megen. Op 1 januari 1994 ging de gemeente op in Oss, waarmee het wapen kwam te vervallen.

## Blazoenering
De blazoenering bij het wapen luidt als volgt:
Coupé, het eerste van lazuur, beladen met een lambel met drie pendants van goud, het tweede van goud. Het schild rustende tegen St. Petrus van goud.
De heraldische kleuren zijn lazuur (blauw) en goud (geel). Dit zijn de rijkskleuren. Over het schild is een barensteel aangebracht met drie hangers.

## Geschiedenis
Het wapen is het wapen van de schepenbank Haren, Macharen, Megen en Teefelen, vermeerderd met een barensteel, als verwijzing naar het wapen van de Dijkstoel van Megen. Het wapen van de schepenbank was afgeleid van dat van het Graafschap Megen, dat het wapen sinds 1253 in verschillende kleuren heeft gevoerd, waaronder goud en keel (rood). De kleuren zijn goud op blauw, de rijkskleuren. Mogelijk heeft men bij de aanvraag geen kleuren gespecificeerd. De heilige achter het schild is volgens de beschrijving van de Hoge Raad van Adel Petrus, maar zou St. Servaas moeten zijn, de parochieheilige van Megen en Haren. De verwarring is waarschijnlijk ontstaan door de sleutel, die door beide heiligen als attribuut wordt gedragen.